# Гранд Рапидс (Манитоба)
Гранд Рапидс (енгл. Grand Rapids) је мало урбано насеље са рангом варошице у централном делу канадске провинције Манитоба и део је географско-статистичке регије Северна Манитоба. Насеље се налази на северозападној обали језера Винипег, на месту где се река Саскачеван улива у језеро. Насеље је преко провинцијског аутопута број 6 повезано директно са градом Винипегом на југоистоку (удаљеном око 440 км). Западно од насеља налази се језеро Сидар.
Прво стално насеље на овом подручју било је француско трговачко утврђење Форт Бурбон основано 1741. године (постојало до 1758). Ново насеље Гранд Рапидс, такође трговачког карактера (превасходно за трговину крзнима) основано је тек 120 година касније 1877. године. Велики пожар који је избио на доковима Гранд Рапидса 1894. готово је уништио цели источни део насеља. Насеље је 1962. добило статус самоуправне општине у Манитоби, а од 1977. има статус провинцијске варошице. Име вароши изведено је из природног окружења у ком се налази. Реку Саскачеван на чијим обалама се варош налази у том подручју карактерише велики пад и бројни брзаци (пад од 23 метра на свега 5 км тока) па отуда и име Гранд Рапидс или Велики брзаци.
Према резултатима пописа становништва из 2011. у варошици је живело свега 239 становника у укупно 148 домаћинства, што је велики пад од 28,9% у односу на 336 житеља колико је регистровано приликом пописа 2006. године.
Западно од насеља налази се велика хидроелектрана која за покретање својих турбина користи пад реке и воде из језера Сидар.

## Становништво
| 2011. |
| ----- |
| 239   |